# Segunda Categoría del Guayas 1988
El campeonato provincial de Segunda Categoría de Guayas 1988 fue la 22ª edición del torneo de la Segunda categoría de la provincia de Guayas. El torneo fue organizado por Asociación de Fútbol del Guayas (AFG) para este torneo la disputaron un total de 16 equipos y de los cuales el campeón y subcampeón jugarán el Campeonato Ecuatoriano de Fútbol Segunda Categoría 1988. para este torneo la sorpresa sería el Filancard ya que sería el primer equipo filial en la historial del torneo en ser campeón provincial, ya que cabe recordar que dicho club era la filial del cuadro de Filanbanco, además en este torneo se implementó el sistema de puntos de bonificación para la liguilla final y se estableció que serían de 1, 0.5 y 0 puntos para los equipos que lograran participar en dicha etapa, mientras que el campeón defensor el Norteamérica terminaría en el 3° lugar en la liguilla tras una aceptable participación en la 1ª fase, aparte el conjunto del Calvi que no solamente revalidaría el subtítulo de la temporada anterior sino también sería el cuadro con más anotaciones en todo el torneo con 55 anotaciones a su favor.
El Filancard se coronó como campeón por 1° ocasión del torneo de Segunda Categoría de Guayas, mientras que el Calvi obtendría por 2ª vez el subcampeonato.

## Formato del torneo
Primera Etapa
En la primera etapa los 16 equipos estarán distribuidos en 2 grupos de 8 equipos cada uno en encuentros de ida y vuelta dando un total de 14 fechas, una vez terminada la fase de grupos, se clasificaran los 3 primeros equipos de cada grupo y según su ubicación al finalizar la etapa recibirán 1, 0.5 y 0 puntos de bonificación respectivamente para la liguilla.
Liguilla Final
En la Liguilla final participarán los 6 equipos que terminaron en los 3 primeros puestos de cada grupo. Con su respectivo puntaje de bonificación, según como terminaron la 1ª etapa y se jugaran solo partidos de ida dando un total de 5 fechas al finalizar, el torneo los dos equipos mejor ubicados en la tabla posicional serán reconocidos como campeón e subcampeón y serán los representantes del Guayas en el Campeonato Ecuatoriano de Fútbol Segunda Categoría 1988.

## Sedes
| Guayaquil               | Guayaquil              | Guayaquil                                 |
| ----------------------- | ---------------------- | ----------------------------------------- |
| Estadio Modelo          | Estadio George Capwell | Estadio Monumental                        |
| Capacidad: 42 000       | Capacidad: 26 000      | Capacidad: 57 267                         |
|                         |                        |                                           |
| Durán                   | Milagro                | Pascuales                                 |
| Estadio Pablo Sandiford | Estadio Los Chirijos   | Estadio Municipal Jacobo Bucaram Elmhalin |
| Capacidad: 2 000        | Capacidad: 15 000      | Capacidad: 2 000                          |
|                         |                        |                                           |

## Equipos participantes
Estos fueron los 16 equipos que participaron en el torneo provincial de 2.ª categoría del Guayas de 1988.
| Equipos participantes | Equipos participantes | Equipos participantes | Equipos participantes |
| --------------------- | --------------------- | --------------------- | --------------------- |
| Audax Argentino       | Estudiantes G         | L.D. Estudiantil      | Patria                |
| Calvi                 | Ferroviarios          | Luq San               | Panamá                |
| Chacarita             | Filancard             | Molinera              | U.D. Valdez           |
| Everest               | LDU                   | Norteamérica          | 9 de Octubre          |

## Equipos por Cantón
| Cantón    | N.º | Equipos |
| --------- | --- | --- |
| Guayaquil | 13  | - Audax Argentino - Calvi - Estudiantes G - Everest - Filancard - Luq San - L.D. Estudiantil - LDU - Molinera - Norte América - Patria - Panamá - 9 de Octubre |
| Durán     | 2   | - Chacarita Junior - Ferroviarios |
| Milagro   | 1   | - U.D. Valdez |

## Grupo A

#### Clasificación
|  |    | Equipo          | PJ | PG | PE | PP | GF | GC | DG  | PTS | BON |
|  | -- | --------------- | -- | -- | -- | -- | -- | -- | --- | --- | --- |
|  | 1. | Norteamérica    | 14 | 9  | 3  | 2  | 25 | 6  | +19 | 21  | 1   |
|  | 2. | Molinera        | 14 | 7  | 4  | 3  | 43 | 15 | +28 | 18  | 0.5 |
|  | 3. | Audax Argentino | 14 | 7  | 3  | 4  | 21 | 15 | +6  | 17  | 0   |
|  | 4. | Luq San         | 14 | 6  | 4  | 4  | 22 | 19 | +3  | 16  |     |
|  | 5. | 9 de Octubre    | 14 | 5  | 5  | 4  | 20 | 26 | -6  | 15  |     |
|  | 6. | Panamá          | 14 | 5  | 2  | 7  | 22 | 17 | +5  | 12  |     |
|  | 7. | Patria          | 14 | 3  | 1  | 10 | 16 | 50 | -34 | 7   |     |
|  | 8. | Everest         | 14 | 1  | 4  | 9  | 11 | 36 | -25 | 6   |     |

 Pts=Puntos; PJ=Partidos jugados; G=Partidos ganados; E=Partidos empatados; P=Partidos perdidos; GF=Goles a favor; GC=Goles en contra; Dif=Diferencia de gol;BON=Puntos de Bonificación
|  | Clasificados a la liguilla final |

### Partidos y resultados
| Fecha 1         | Fecha 1   | Fecha 1          |
| Equipo Local    | Resultado | Equipo Visitante |
| --------------- | --------- | ---------------- |
| Audax Argentino | 1-1       | Everest          |
| Patria          | 1-5       | Panamá           |
| Norteamérica    | 2-1       | Molinera         |
| Luq San         | 2-0       | 9 de Octubre     |

| Fecha 2         | Fecha 2   | Fecha 2          |
| Equipo Local    | Resultado | Equipo Visitante |
| --------------- | --------- | ---------------- |
| Norteamérica    | 6-0       | Patria           |
| Everest         | 1-1       | 9 de Octubre     |
| Luq San         | 1-5       | Molinera         |
| Audax Argentino | 2-1       | Panamá           |

| Fecha 3         | Fecha 3   | Fecha 3          |
| Equipo Local    | Resultado | Equipo Visitante |
| --------------- | --------- | ---------------- |
| 9 de Octubre    | 0-0       | Panamá           |
| Audax Argentino | 2-0       | Patria           |
| Norteamérica    | 1-1       | Luq San          |
| Everest         | 1-1       | Molinera         |

| Fecha 4      | Fecha 4   | Fecha 4          |
| Equipo Local | Resultado | Equipo Visitante |
| ------------ | --------- | ---------------- |
| Everest      | 3-1       | Luq San          |
| Panamá       | 2-1       | Molinera         |
| Patria       | 1-3       | 9 de Octubre     |
| Norteamérica | 2-0       | Audax Argentino  |

| Fecha 5      | Fecha 5   | Fecha 5          |
| Equipo Local | Resultado | Equipo Visitante |
| ------------ | --------- | ---------------- |
| 9 de Octubre | 1-6       | Audax Argentino  |
| Norteamérica | 1-0       | Everest          |
| Panamá       | 0-2       | Luq San          |
| Molinera     | 12-1      | Patria           |

| Fecha 6         | Fecha 6   | Fecha 6          |
| Equipo Local    | Resultado | Equipo Visitante |
| --------------- | --------- | ---------------- |
| Norteamérica    | 4-0       | 9 de Octubre     |
| Panamá          | 4-0       | Everest          |
| Audax Argentino | 0-3       | Molinera         |
| Luq San         | 1-0       | Patria           |

| Fecha 7      | Fecha 7   | Fecha 7          |
| Equipo Local | Resultado | Equipo Visitante |
| ------------ | --------- | ---------------- |
| Patria       | 5-0       | Everest          |
| Norteamérica | 0-1       | Panamá           |
| Molinera     | 2-4       | 9 de Octubre     |
| Luq San      | 2-3       | Audax Argentino  |

| Fecha 8      | Fecha 8   | Fecha 8          |
| Equipo Local | Resultado | Equipo Visitante |
| ------------ | --------- | ---------------- |
| Molinera     | 0-0       | Norteamérica     |
| Everest      | 0-2       | Audax Argentino  |
| 9 de Octubre | 1-1       | Luq San          |
| Panamá       | 1-1       | Patria           |

| Fecha 9      | Fecha 9   | Fecha 9          |
| Equipo Local | Resultado | Equipo Visitante |
| ------------ | --------- | ---------------- |
| 9 de Octubre | 1-0       | Everest          |
| Molinera     | 1-0       | Luq San          |
| Patria       | 0-4       | Norteamérica     |
| Panamá       | 0-2       | Audax Argentino  |

| Fecha 10     | Fecha 10  | Fecha 10         |
| Equipo Local | Resultado | Equipo Visitante |
| ------------ | --------- | ---------------- |
| Panamá       | 1-2       | 9 de Octubre     |
| Patria       | 1-0       | Audax Argentino  |
| Luq San      | 0-0       | Norteamérica     |
| Molinera     | 8-1       | Everest          |

| Fecha 11     | Fecha 11  | Fecha 11         |
| Equipo Local | Resultado | Equipo Visitante |
| ------------ | --------- | ---------------- |
| Panamá       | 0-1       | Molinera         |
| Norteamérica | 0-1       | Audax Argentina  |
| Everest      | 1-1       | Luq San          |
| 9 de Octubre | 5-1       | Patria           |

| Fecha 12        | Fecha 12  | Fecha 12         |
| Equipo Local    | Resultado | Equipo Visitante |
| --------------- | --------- | ---------------- |
| Audax Argentino | 1-1       | 9 de Octubre     |
| Everest         | 1-2       | Norteamérica     |
| Patria          | 1-6       | Molinera         |
| Luq San         | 3-1       | Panamá           |

| Fecha 13        | Fecha 13  | Fecha 13         |
| Equipo Local    | Resultado | Equipo Visitante |
| --------------- | --------- | ---------------- |
| Patria          | 2-4       | Luq San          |
| Audax Argentino | 0-0       | Molinera         |
| 9 de Octubre    | 1-2       | Norteamérica     |
| Everest         | 1-6       | Panamá           |

| Fecha 14        | Fecha 14  | Fecha 14         |
| Equipo Local    | Resultado | Equipo Visitante |
| --------------- | --------- | ---------------- |
| Panamá          | 0-1       | Norteamérica     |
| Audax Argentino | 1-3       | Luq San          |
| 9 de Octubre    | 2-2       | Molinera         |
| Everest         | 1-2       | Patria           |

## Grupo B

#### Clasificación
|  |    | Equipo        | PJ | PG | PE | PP | GF | GC | DG  | PTS | BON |
|  | -- | ------------- | -- | -- | -- | -- | -- | -- | --- | --- | --- |
|  | 1. | Filancard     | 14 | 10 | 3  | 1  | 39 | 7  | +32 | 23  | 1   |
|  | 2. | Calvi         | 14 | 11 | 0  | 3  | 47 | 9  | +42 | 22  | 0.5 |
|  | 3. | LDE(G)        | 14 | 10 | 1  | 3  | 34 | 11 | +23 | 21  | 0   |
|  | 4. | Ferroviarios  | 14 | 5  | 2  | 7  | 21 | 16 | +5  | 12  |     |
|  | 5. | Chacarita     | 14 | 4  | 2  | 8  | 19 | 34 | -15 | 10  |     |
|  | 6. | U.D. Valdez   | 14 | 3  | 4  | 7  | 20 | 49 | -29 | 10  |     |
|  | 7. | LDU(G)        | 14 | 3  | 3  | 8  | 14 | 27 | -13 | 9   |     |
|  | 8. | Estudiantes G | 14 | 3  | 1  | 10 | 16 | 30 | -14 | 7   |     |

 Pts=Puntos; PJ=Partidos jugados; G=Partidos ganados; E=Partidos empatados; P=Partidos perdidos; GF=Goles a favor; GC=Goles en contra; Dif=Diferencia de gol;BON=Puntos de Bonificación
|  | Clasificados a la liguilla final |

### Partidos y resultados
| Fecha 1       | Fecha 1   | Fecha 1          |
| Equipo Local  | Resultado | Equipo Visitante |
| ------------- | --------- | ---------------- |
| Ferroviarios  | 3-0       | LDU(G)           |
| Estudiantes G | 2-1       | Chacarita JR     |
| Calvi         | 0-1       | LDE(G)           |
| UD.Valdez     | 0-7       | Filancard        |

| Fecha 2       | Fecha 2   | Fecha 2          |
| Equipo Local  | Resultado | Equipo Visitante |
| ------------- | --------- | ---------------- |
| Estudiantes G | 1-3       | LDU(G)           |
| Ferroviarios  | 2-3       | LDE(G)           |
| Chacarita JR  | 0-2       | Filancard        |
| Calvi         | 7-0       | UD.Valdez        |

| Fecha 3      | Fecha 3   | Fecha 3          |
| Equipo Local | Resultado | Equipo Visitante |
| ------------ | --------- | ---------------- |
| Calvi        | 3-0       | Ferroviarios     |
| LDE(G)       | 2-0       | Estudiantes G    |
| Chacarita JR | 1-1       | UD.Valdez        |
| LDU(G)       | 1-2       | Filancard        |

| Fecha 4       | Fecha 4   | Fecha 4          |
| Equipo Local  | Resultado | Equipo Visitante |
| ------------- | --------- | ---------------- |
| UD.Valdez     | 1-1       | LDU(G)           |
| Calvi         | 9-1       | Chacarita JR     |
| Estudiantes G | 0-2       | Ferroviarios     |
| Filancard     | 1-1       | LDE(G)           |

| Fecha 5      | Fecha 5   | Fecha 5          |
| Equipo Local | Resultado | Equipo Visitante |
| ------------ | --------- | ---------------- |
| Filancard    | 4-1       | Ferroviarios     |
| LDU(G)       | 0-0       | Chacarita JR     |
| LDE(G)       | 5-3       | UD.Valdez        |
| Calvi        | 3-1       | Estudiantes G    |

| Fecha 6      | Fecha 6   | Fecha 6          |
| Equipo Local | Resultado | Equipo Visitante |
| ------------ | --------- | ---------------- |
| Filancard    | 2-0       | Estudiantes G    |
| LDE(G)       | 3-0       | Chacarita JR     |
| UD.Valdez    | 2-7       | Ferroviarios     |
| Calvi        | 5-0       | LDU(G)           |

| Fecha 7      | Fecha 7   | Fecha 7          |
| Equipo Local | Resultado | Equipo Visitante |
| ------------ | --------- | ---------------- |
| LDE(G)       | 2-0       | LDU(G)           |
| UD.Valdez    | 2-2       | Estudiantes G    |
| Filancard    | 0-2       | Calvi            |
| Ferroviarios | 1-0       | Chacarita JR     |

| Fecha 8      | Fecha 8   | Fecha 8          |
| Equipo Local | Resultado | Equipo Visitante |
| ------------ | --------- | ---------------- |
| Filancard    | 0-0       | UD.Valdez        |
| LDU(G)       | 1-1       | Ferroviarios     |
| LDE(G)       | 1-2       | Calvi            |
| Chacarita JR | 7-0       | Estudiantes G    |

| Fecha 9      | Fecha 9   | Fecha 9          |
| Equipo Local | Resultado | Equipo Visitante |
| ------------ | --------- | ---------------- |
| LDE(G)       | 1-2       | Ferroviarios     |
| UD.Valdez    | 0-4       | Calvi            |
| Filancard    | 5-0       | Chacarita JR     |
| LDU(G)       | 2-1       | Estudiantes G    |

| Fecha 10      | Fecha 10  | Fecha 10         |
| Equipo Local  | Resultado | Equipo Visitante |
| ------------- | --------- | ---------------- |
| Ferroviarios  | 0-1       | Calvi            |
| Filancard     | 3-0       | LDU(G)           |
| Estudiantes G | 0-1       | LDE(G)           |
| UD.Valdez     | 4-2       | Chacarita JR     |

| Fecha 11      | Fecha 11  | Fecha 11         |
| Equipo Local  | Resultado | Equipo Visitante |
| ------------- | --------- | ---------------- |
| Estudiantes G | 2-1       | Ferroviarios     |
| LDU(G)        | 6-0       | UD.Valdez        |
| Calvi         | 1-3       | Chacarita JR     |
| Filancard     | 1-0       | LDE(G)           |

| Fecha 12      | Fecha 12  | Fecha 12         |
| Equipo Local  | Resultado | Equipo Visitante |
| ------------- | --------- | ---------------- |
| Chacarita JR  | 2-0       | LDU(G)           |
| UD.Valdez     | 0-7       | LDE(G)           |
| Estudiantes G | 0-4       | Calvi            |
| Ferroviarios  | 1-1       | Filancard        |

| Fecha 13      | Fecha 13  | Fecha 13         |
| Equipo Local  | Resultado | Equipo Visitante |
| ------------- | --------- | ---------------- |
| Chacarita JR  | 0-6       | LDE(G)           |
| Ferroviarios  | 0-6       | UD.Valdez        |
| LDU(G)        | 0-5       | Calvi            |
| Estudiantes G | 0-6       | Filancard        |

| Fecha 14      | Fecha 14  | Fecha 14         |
| Equipo Local  | Resultado | Equipo Visitante |
| ------------- | --------- | ---------------- |
| Calvi         | 1-2       | Filancard        |
| Estudiantes G | 0-1       | UD.Valdez        |
| Chacarita JR  | 2-0       | Ferroviarios     |
| LDU(G)        | 0-1       | LDE(G)           |

## Liguilla Final

### Partidos y resultados
| Fecha 1         | Fecha 1   | Fecha 1          |
| Equipo Local    | Resultado | Equipo Visitante |
| --------------- | --------- | ---------------- |
| Norteamérica    | 1-2       | Calvi            |
| Audax Argentino | 0-1       | Molinera         |
| Filancard       | 3-1       | LDE(G)           |

| Fecha 2      | Fecha 2   | Fecha 2          |
| Equipo Local | Resultado | Equipo Visitante |
| ------------ | --------- | ---------------- |
| Filancard    | 2-0       | Calvi            |
| Norteamérica | 2-1       | Audax Argentino  |
| LDE(G)       | 0-0       | Molinera         |

| Fecha 3      | Fecha 3   | Fecha 3          |
| Equipo Local | Resultado | Equipo Visitante |
| ------------ | --------- | ---------------- |
| Norteamérica | 1-1       | Filancard        |
| LDE(G)       | 2-1       | Audax Argentino  |
| Molinera     | 1-2       | Calvi            |

| Fecha 4      | Fecha 4   | Fecha 4          |
| Equipo Local | Resultado | Equipo Visitante |
| ------------ | --------- | ---------------- |
| Molinera     | 0-0       | Filancard        |
| Norteamérica | 3-1       | LDE(G)           |
| Calvi        | 2-0       | Audax Argentino  |

| Fecha 5      | Fecha 5   | Fecha 5          |
| Equipo Local | Resultado | Equipo Visitante |
| ------------ | --------- | ---------------- |
| Filancard    | 5-2       | Audax Argentino  |
| Norteamérica | 0-0       | Molinera         |
| Calvi        | 2-1       | LDE(G)           |

#### Clasificación
|  |    | Equipo          | PJ | PG | PE | PP | GF | GC | DG | PTS | BON |
|  | -- | --------------- | -- | -- | -- | -- | -- | -- | -- | --- | --- |
|  | 1. | Filancard       | 5  | 3  | 2  | 0  | 11 | 4  | +7 | 9   | 1   |
|  | 2. | Calvi           | 5  | 4  | 0  | 1  | 8  | 5  | +3 | 8.5 | 0.5 |
|  | 3. | Norteamérica    | 5  | 2  | 2  | 1  | 7  | 5  | +2 | 7   | 1   |
|  | 4. | Molinera        | 5  | 1  | 3  | 1  | 2  | 2  | 0  | 5.5 | 0.5 |
|  | 5. | LDE(G)          | 5  | 1  | 1  | 3  | 5  | 9  | -4 | 3   | 0   |
|  | 6. | Audax Argentino | 5  | 0  | 1  | 4  | 2  | 7  | -5 | 1   | 0   |

 Pts=Puntos; PJ=Partidos jugados; G=Partidos ganados; E=Partidos empatados; P=Partidos perdidos; GF=Goles a favor; GC=Goles en contra; Dif=Diferencia de gol;BON=Puntos de Bonificación
|  | Campeón anual y clasificado al Campeonato Ecuatoriano de Fútbol Segunda Categoría 1988.     |
|  | Vicecampeón anual y clasificado al Campeonato Ecuatoriano de Fútbol Segunda Categoría 1988. |

### Campeón
| |
| Filancard 1.er Título Se clasifica al Campeonato Ecuatoriano de Fútbol de Segunda Categoría 1988 También clasifica Calvi como Vicecampeón. |